# Pogonomyrmex barbatus
La hormiga cosechadora roja, también conocida como hormiga colorada, (Pogonomyrmex barbatus) es una especie perteneciente a la familia Formicidae. Se distribuye tanto en México como en Estados Unidos. 

## Características
Generalmente estos insectos son fáciles de distinguir debido al color rojo de sus cuerpos, aunque variaciones en su tonalidad pueden llevar a confusiones con la especie Pogonomyrmex rugosus, la diferencia está en que esta última es de un tono más oscuro con un contraste claro. Una forma más segura de diferenciarlas es mediante la rugosidad cefálica, siendo la especie Pogonomyrmex barbatus de un aspecto menos rugoso.

## Jerarquía social
La sociedad que conforman las hormigas cosechadoras rojas se dividen en cuatro castas:
- Reinas: Son hembras fértiles encargadas de iniciar la colonia apareándose con uno o más machos y posteriormente poniendo huevos.
- Princesas: Hembras aladas con potencial para reproducirse pero aún no fecundadas, nacidas en la colonia.
- Machos: Son hormigas aladas un poco más grandes que las hormigas obreras, son los encargados de fertilizar a las reinas. Su destino después del vuelo nupcial es la muerte.
- Obreras: Son hembras estériles que se encargan del resto de tareas de la colonia.

Esta especie carece de soldados como muchas otras, por lo tanto las mismas obreras tienen en su responsabilidad la defensa del hormiguero, tienen unas fuertes mandíbulas y un aguijón que en la mayoría de los casos será muy doloroso causando inflamación y ardor.[cita requerida]
Los nidos de esta especie son fácilmente identificables debido a que poseen un montículo de 1 metro de diámetro y de forma cónica. Las hormigas reducen la vegetación que rodea al nido en forma circular, además de que, en general, el exterior del nido está constituido por grava formando un túmulo. Las explicaciones sobre la función del túmulo van desde un simple basurero donde las hormigas dejan lo que no pueden digerir, hasta una especie de regulador que sirve para capturar los rayos del sol y controlar la temperatura del nido.

## Distribución y hábitat

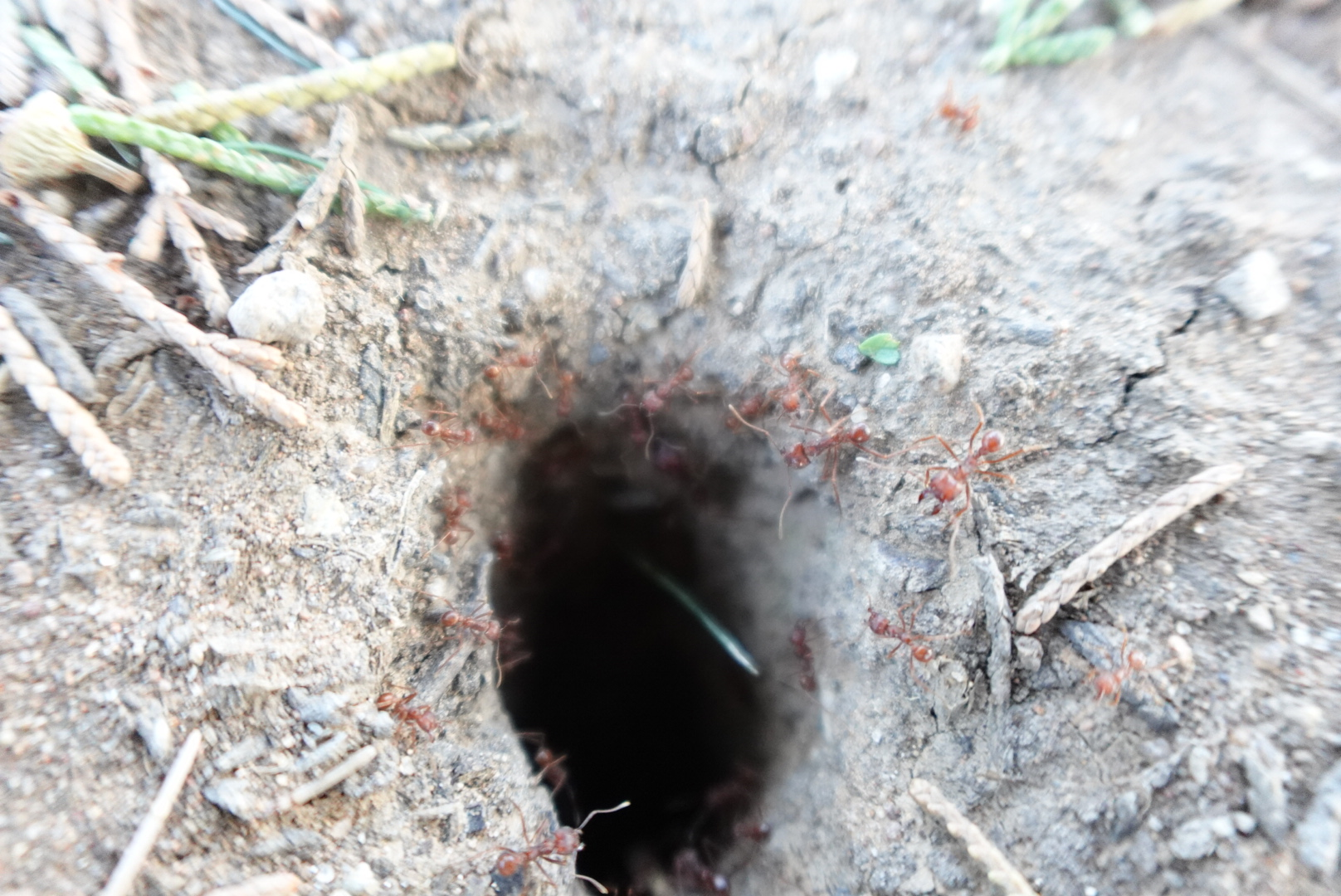
La hormiga cosechadora roja en Victoria de Durango, México.

Esta especie está presente en el suroeste de los Estados Unidos (Nuevo México, Arizona, Utah, Nevada, Arizona, California y Texas) y México, siendo muy abundante en este último país, y se encuentra principalmente en sus regiones norte y centro-sur. Entre sus hábitats se encuentran las zonas áridas como los desiertos, las praderas, y los bosques de pinos y de acacias.

## Alimentación
Son hormigas granívoras, comen semillas de diversas herbáceas de las familias Amaryllidaceae, Anacardiaceae, Gramineae y Geraniaceae. Sin embargo, también recolectan semillas pertenecientes a cactáceas como es el caso del género Opuntia.
Las colonias de Pogonomyrmex barbatus tienden a cambiar el modo de forrajeo dentro de la vegetación en columnas, grupos o individualmente dependiendo de la abundancia de semillas y así obtener la mayor cantidad de alimento durante los restringidos periodos de recolección. Estas colonias también pueden ser afectadas por diversos factores físicos como la humedad y la temperatura. En otras situaciones, la colonia puede verse obligada a depender de sus extensas reservas de alimentos. Las semillas pueden almacenarse en el nido durante meses o incluso varios años.
Pogonomyrmex barbatus es una especie muy habituada a los diferentes tipos de vegetación. El almacenamiento de semillas les permite mantenerse en hábitats con oscilaciones estacionales en la intensidad de los factores en su ambiente y disponibilidad de alimentos, debido a ello su extensa distribución.

## Ciclo de la colonia
El ciclo de la colonia de esta especie consiste en 4 estados:
- Estado de fundación: Al finalizar el vuelo nupcial, la hembra reina busca un entorno adecuado para poder anidar y así formar una nueva generación de obreras.
- Estado de adulto: Cuando las hormigas obreras han alcanzado la madurez se encargan de forrajear, reducir la vegetación, expandir el hormiguero y cuidar la descendencia que la reina sigue produciendo.
- Estado ergonómico: La colonia se enfatizará exclusivamente en el aumento del número de obreras.
- Estado reproductivo: Finalmente, cuando la colonia ha crecido y producido nuevas hembras y machos reproductores, comenzará el vuelo nupcial y, por consiguiente, la creación de nuevas colonias.

## Crianza
- Crianza de una reina: Para desarrollar la formicultura, las reinas de Pogonomyrmex barbatus son fáciles de encontrar después del vuelo nupcial (después de una lluvia en un día caluroso, especialmente en verano), por su número y su color. Éstas se pueden encontrar deambulando en el terreno húmedo (unos días después del vuelo), pero conforme transcurre el tiempo se hace más difícil encontrarlas ya que excavan madrigueras. Su nido tiene forma de volcán y se va haciendo más profundo a medida que el tiempo transcurre.
- Comida: La reina de esta especie, una vez que se entierra no necesita comer, ya que sobrevive a base de reservas corporales, por lo que no es estrictamente necesario alimentarla, aunque se puede dar un poco de comida (unos cuantos granos de azúcar o una semilla de pasto) para asegurarnos de que esté fuerte para tener una buena y rápida postura, además, para aumentar las probabilidades de sobrevivencia es recomendable dar de comer un poco.
- Temperatura: El criador estadounidense Robert A. Johnson nos dice "esta especie se desarrolla mejor con temperaturas de 30°C o mayores, pero la temperatura ideal es 35 °C, algunas pueden soportar temperaturas de más de 40 °C", la temperatura influencia de una manera muy directa a la reina y al desarrollo de la colonia, como nos dice Robert A. Johnson "las primeras obreras de una reina tardan de 3 a 4 semanas en completar su desarrollo a 30 °C, pero si la temperatura cae a 25 °C este tiempo se puede duplicar".
- Humedad: La humedad del nido de la reina debe ser de moderada a alta, pero cuando las primeras obreras salgan, la humedad tendrá que ser reducida, ya que esta hormiga se familiariza más con las altas temperaturas.